# Mifsudia melitensis
Mifsudia melitensis is een slakkensoort uit de familie van de Cimidae. De wetenschappelijke naam van de soort is voor het eerst geldig gepubliceerd in 1998 door Mifsud als Cima melitensis.